# Epirochroa albicollis
Epirochroa albicollis là một loài bọ cánh cứng trong họ Cerambycidae.